# Bungarus candidus
Pour les articles homonymes, voir Bungarus semifasciatus.
Espèce
Synonymes
- Coluber candidus Linnaeus, 1758
- Bungarus semifasciatus Boie, 1827
- Bungarus javanicus Kopstein, 1932

Statut de conservation UICN

 LC  : Préoccupation mineure
Bungarus candidus, le Bongare candide, est une espèce de serpents de la famille des Elapidae. C'est un serpent extrêmement venimeux.

## Habitat et répartition

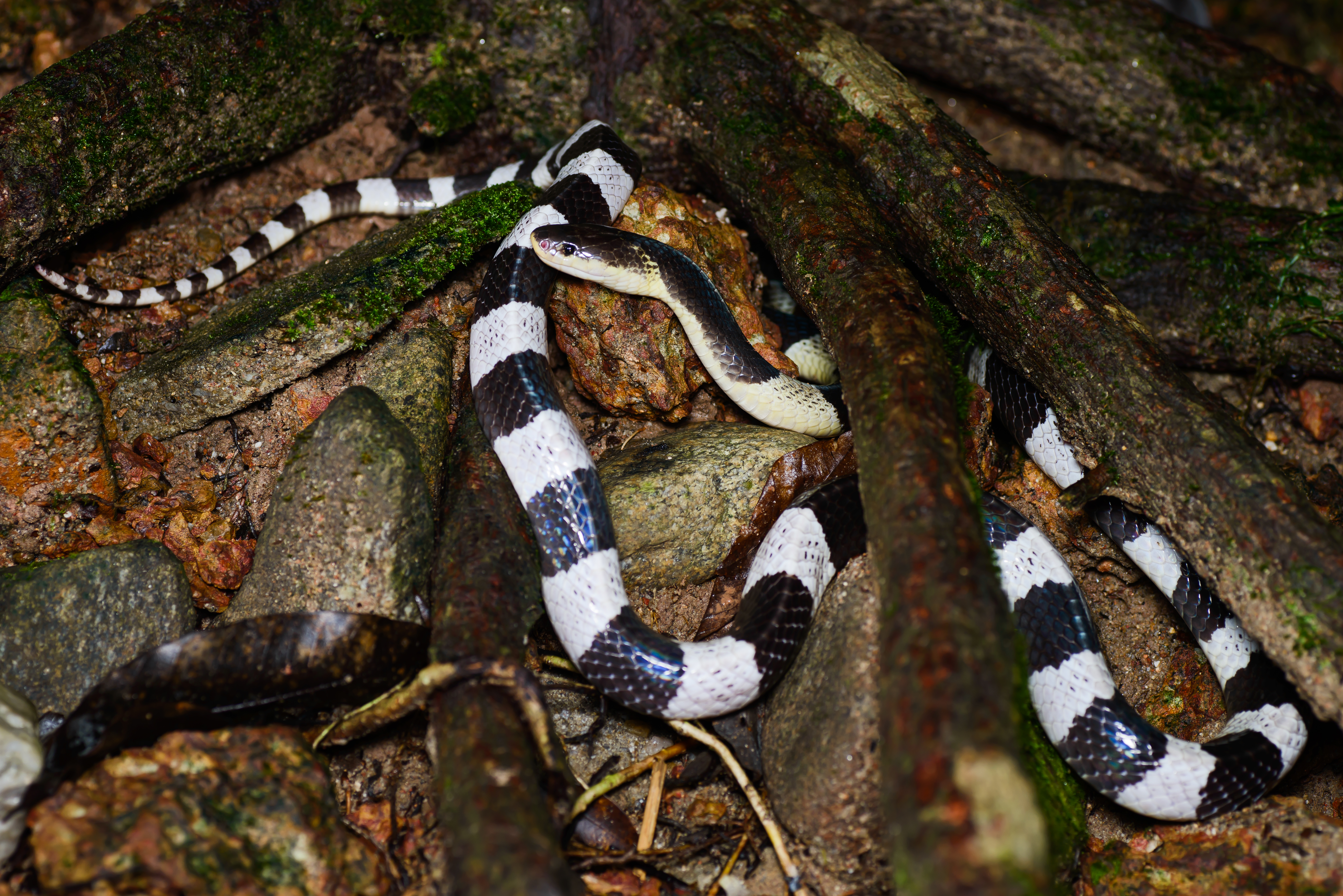
Bongare candide, Parc national de Khao Chamao-Khao Wong, Province de Chanthaburi, Thaïlande

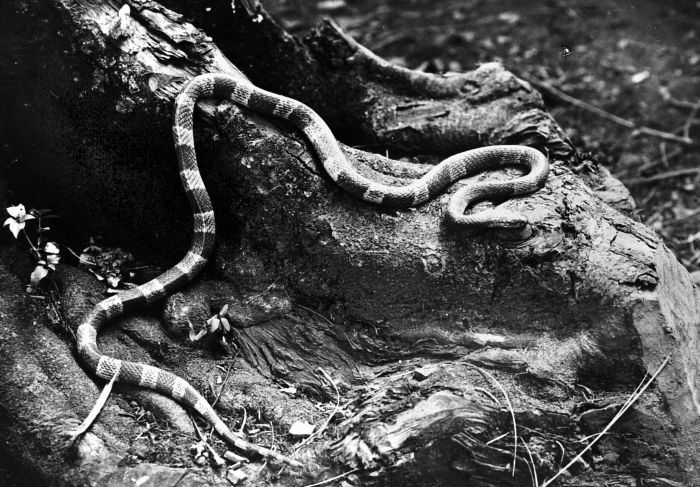
Bungare candide, collection de photographies du Tropenmuseum, Amsterdam, Pays-Bas.

Le bongare candide vit dans les endroits frais et humide, principalement sous les rochers et dans les souches, près de point d'eau (rizières, barrages...). On peut le trouver dans les collines jusqu'à 300 mètres d'altitude.
Cette espèce se rencontre :
- au Viêt Nam ;
- au Cambodge ;
- en Thaïlande ;
- en Malaisie ;
- à Singapour ;
- en Indonésie à Sumatra, à Java et à Bali.

Sa présence à Sulawesi n'est pas certaine.

## Description
Ce serpent a des bandes blanches et noires caractéristiques. Il mesure au maximum 1,6 mètre. C'est un chasseur essentiellement nocturne qui se nourrit principalement d'autres serpents et de temps en temps de souris, de rats, de lézards et de grenouilles. 

## Venin
Ce serpent est extrêmement venimeux y compris pour l'homme. La plupart des morsures ont lieu la nuit, dans les maisons, quand les gens dorment et bougent dans leur sommeil. Ces morsures ont souvent une issue tragique ; mais il existe heureusement des anti-venins très efficaces ; la journée, il dort et présente peu de danger. 
Il est moins agressif que le bongare annelé et a moins tendance à mordre.

## Publication originale
- Linnaeus, 1758 : Systema naturae per regna tria naturae, secundum classes, ordines, genera, species, cum characteribus, differentiis, synonymis, locis, ed. 10 (texte intégral).